# Tomohiro Fukaya
Tomohiro Fukaya (深谷 知広, Fukuya Tomohiro, né le 3 janvier 1990 à Anjo) est un coureur cycliste japonais. Spécialisé dans les disciplines de sprint sur piste, il est notamment champion d'Asie du kilomètre en 2018 et de vitesse par équipes en 2019 et 2020. Il arrête sa carrière à l'issue de la saison 2021.

## Palmarès

### Championnats du monde
- Apeldoorn 2018
  - 21e du kilomètre
- Pruszków 2019
  - 10e de la vitesse par équipes
  - 16e de la vitesse (éliminé en huitième de finale)[2]

### Coupe du monde
- 2019-2020
  - 1er de la vitesse par équipes à Cambridge (avec Kazuki Amagai et Yudai Nitta)
  - 1er de la vitesse par équipes à Brisbane (avec Yoshitaku Nagasako et Yudai Nitta)
  - 2e de la vitesse à Cambridge
  - 3e de la vitesse à Glasgow
  - 3e de la vitesse à Hong Kong

### Coupe des nations
- 2021
  - 1er de la vitesse par équipes à Hong Kong (avec Shinji Nakano et Yuta Obara)
  - 3e de la vitesse à Hong Kong

### Jeux asiatiques
- 2018
  -  Médaillé d'argent de la vitesse individuelle
  -  Médaillé de bronze de la vitesse par équipes

### Championnats d'Asie
- Nilai 2018
  -  Médaillé d'or du kilomètre
- Jakarta 2019
  -  Médaillé d'or de la vitesse par équipes (avec Yudai Nitta et Kazuki Amagai)
- Jincheon 2020
  -  Médaillé d'or de la vitesse par équipes (avec Yudai Nitta et Kazuki Amagai)

### Championnats nationaux
- Champion du Japon de keirin en 2017 et 2020
- Champion du Japon de vitesse en 2018 et 2020